# Торо ангольський
То́ро ангольський (Phyllastrephus fulviventris) — вид горобцеподібних птахів родини бюльбюлевих (Pycnonotidae). Мешкає в Центральній Африці.

## Поширення і екологія
Ангольські торо мешкають на сході Анголи, в Габоні, на півдні Республіки Конго і на крайньому заході Демократичної Республіки Конго. Вони живуть в тропічних лісах і саванах.